# Platyja cyanopasta
Platyja cyanopasta là một loài bướm đêm trong họ Noctuidae.